# Coupe du monde de skeleton 2022-2023
Navigation
Édition précédente Édition suivante
La coupe du monde de skeleton 2022-2023 est la 37e édition de la Coupe du monde de skeleton, compétition de skeleton organisée annuellement par la Fédération internationale de bobsleigh et de tobogganing.
Elle se déroule entre le 25 novembre 2022 et le 17 février 2023 sur 8 étapes organisées en Europe et en Amérique du Nord en coopération avec la Coupe du monde de bobsleigh.
Les championnats d'Europe de skeleton se déroulent durant l’étape d'Altenberg le 20 janvier 2023.
Les vainqueurs du classement général hommes et femmes se voient remettre un gros Globe de cristal.
En raison de l'Invasion de l'Ukraine par la Russie en 2022, les athlètes russes et biélorusses sont interdits de compétition pour toute la saison.

## Programme de la saison
| \| Altenberg Innsbruck St Moritz Sigulda Winterberg \| Sites des compétitions en Europe. |
| Altenberg Innsbruck St Moritz Sigulda Winterberg                                         |

| \| Lake Placid Park City Whistler \| Sites des compétitions en Amérique du Nord. |
| Lake Placid Park City Whistler                                                   |

Lors de chaque week-end de compétition, une épreuve masculin et une épreuve féminine sont organisées.

## Attribution des points
Les manches de Coupe du monde donnent lieu à l'attribution de points, dont le total détermine le classement général de la Coupe du monde.
Ces points sont attribués selon cette répartition :
| Place  | 1   | 2   | 3   | 4   | 5   | 6   | 7   | 8   | 9   | 10  | 11  | 12  | 13  | 14  | 15  | 16 | 17 | 18 | 19 | 20 | 21 | 22 | 23 | 24 | 25 | 26 | 27 | 28 | 29 |
| ------ | --- | --- | --- | --- | --- | --- | --- | --- | --- | --- | --- | --- | --- | --- | --- | -- | -- | -- | -- | -- | -- | -- | -- | -- | -- | -- | -- | -- | -- |
| Points | 225 | 210 | 200 | 192 | 184 | 176 | 168 | 160 | 152 | 144 | 136 | 128 | 120 | 112 | 104 | 96 | 88 | 80 | 74 | 68 | 62 | 56 | 50 | 45 | 40 | 36 | 32 | 28 | 24 |

## Tableau d'honneur
| Homme                | Femme        |
| -------------------- | ------------ |
| Christopher Grotheer | Tina Hermann |

## Classement Général[4]
| Rang | Nom                  | Points | Victoire(s) |
| ---- | -------------------- | ------ | ----------- |
| 1    | Christopher Grotheer | 1656   | 2           |
| 2    | Matt Weston          | 1605   | 5           |
| 3    | Marcus Wyatt         | 1521   | 1           |
| 4    | Jung Seung-gi        | 1478   |             |
| 5    | Axel Jungk           | 1466   |             |

| Rang | Nom            | Points | Victoire(s) |
| ---- | -------------- | ------ | ----------- |
| 1    | Tina Hermann   | 1622   | 4           |
| 2    | Kimberley Bos  | 1562   | 2           |
| 3    | Mirela Rahneva | 1515   | 1           |
| 4    | Susanne Kreher | 1484   |             |
| 5    | Hannah Neise   | 1225   |             |

## Calendrier
| 1. Whistler (25 novembre 2022) |              |                              |             |
| Épreuve                        | Vainqueur    | Deuxième                     | Troisième   |
| Hommes                         | Marcus Wyatt | Jung Seung-gi                | Matt Weston |
| Femmes                         | Hannah Neise | Hallie Clarke Brogan Crowley |             |

| 2. Park City (2 décembre 2022) |                      |               |              |
| Épreuve                        | Vainqueur            | Deuxième      | Troisième    |
| Hommes                         | Christopher Grotheer | Jung Seung-gi | Marcus Wyatt |
| Femmes                         | Mirela Rahneva       | Tina Hermann  | Laura Deas   |

| 3. Lake Placid (16 décembre 2022) |              |                      |               |
| Épreuve                           | Vainqueur    | Deuxième             | Troisième     |
| Hommes                            | Matt Weston  | Christopher Grotheer | Jung Seung-gi |
| Femmes                            | Tina Hermann | Susanne Kreher       | Kelly Curtis  |

| 4. Winterberg (6 janvier 2023) |                      |                |              |
| Épreuve                        | Vainqueur            | Deuxième       | Troisième    |
| Hommes                         | Christopher Grotheer | Axel Jungk     | Matt Weston  |
| Femmes                         | Kimberley Bos        | Mirela Rahneva | Hannah Neise |

| 5. Altenberg I (13 janvier 2023) |              |                      |               |
| Épreuve                          | Vainqueur    | Deuxième             | Troisième     |
| Hommes                           | Matt Weston  | Christopher Grotheer | Axel Jungk    |
| Femmes                           | Tina Hermann | Susanne Kreher       | Kimberley Bos |

| 6. Altenberg II (20 janvier 2023) |              |                      |                |
| Épreuve                           | Vainqueur    | Deuxième             | Troisième      |
| Hommes                            | Matt Weston  | Christopher Grotheer | Axel Jungk     |
| Femmes                            | Tina Hermann | Janine Flock         | Susanne Kreher |

|                                                                              |  |  |  |  |  |  |
| Saint-Moritz Championnats du monde IBSF 2023 (26 janvier au 29 janvier 2023) |  |  |  |  |  |  |
|                                                                              |  |  |  |  |  |  |

| 7. Igls (10 février 2023) |               |               |               |
| Épreuve                   | Vainqueur     | Deuxième      | Troisième     |
| Hommes                    | Matt Weston   | Jung Seung-gi | Chen Wenhao   |
| Femmes                    | Kimberley Bos | Hallie Clarke | Kim Meylemans |

| 8. Sigulda (17 février 2023) |              |              |                      |
| Épreuve                      | Vainqueur    | Deuxième     | Troisième            |
| Hommes                       | Matt Weston  | Marcus Wyatt | Christopher Grotheer |
| Femmes                       | Tina Hermann | Laura Deas   | Kim Meylemans        |